# Atemptat a Nashville

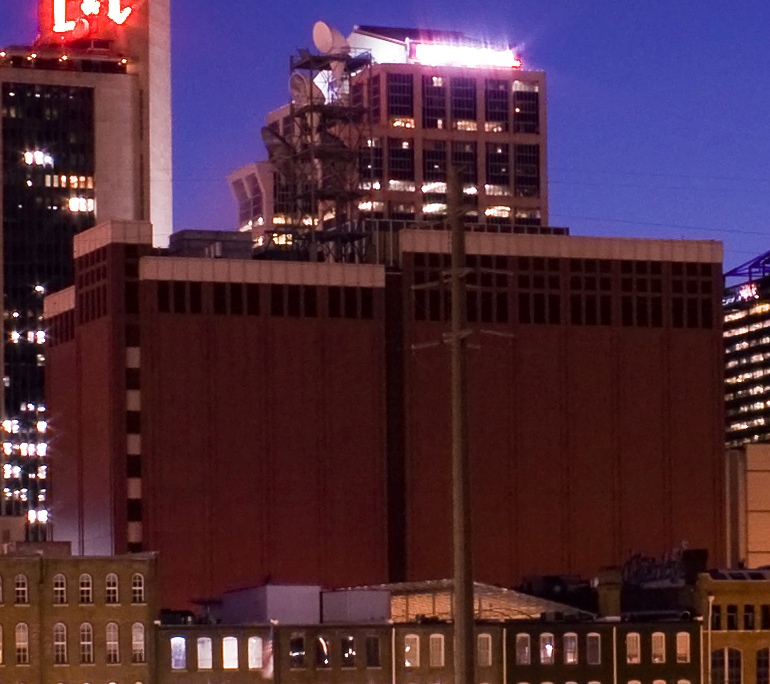
Immoble d' AT&T a Nashville a l'altura del qual s'ha produït l'explosió.

L'Atemptat a Nashville és un atemptat suïcida comès el 25 de desembre de 2020 per Anthony Quinn Warner al nucli urbà de Nashville, capital de l'Estat de Tennessee (Estats Units). L'explosió del cotxe bomba, una autocaravana, fereix també tres persones i fa malbé desenes d'edificis. L'explosió té lloc al 166 de la Second Avenue North en el Second Avenue Comercial District entre Church Street i Commerce Street a les 6 h 29 hora local (CST) i al costat d'un nus de telecomunicacions de l'empresa AT&T. Les autoritats han qualificat l'explosió de « acte intencional », i segons les informacions han estat diversos enginys explosius.

## Descripció
L'explosió ha estat sentida a « quilòmetres » del lloc de l'explosió. El servei d'incendis de Nashville ha desallotjat els marges del nucli urbà després de l'atemptat. Testimonis van informar haver sentit trets ben d'hora al matí i un missatge provinent d'un autocaravana aparcada al carrer advertint qualsevol que es trobi a la zona de desallotjar ». El Federal Bureau of Investigation va reprendre la investigació de l'atemptat amb bomba.
L'explosió va provenir d'una autocaravana aparcada a l'exterior d'un edifici a la Second Avenue N. a Nashville, però l'ona expansiva va sentir-se a la major part del comtat de Davidson. Un vídeo publicat a les xarxes socials sembla mostrar restes de l'explosió en un edifici a aproximadament dos illes de cases de la localització inicial

## Danys i avaries
L'atemptat va causar danys a les infraestructures d'una central telefònica d'AT&T situada a prop, la qual cosa va suposar avaries del servei AT&T, principalment al Middle Tennessee. Tot i que els sistemes d'emergència no van funcionar a causa del foc i l'aigua, els serveis de comunicació no es van interrompre en un principi, ja que la instal·lació va funcionar amb bateries.
Tanmateix, les avaries van aparèixer hores després de l'explosió, amb importants interrupcions de servei a la regió cap a migdia. Els serveis de telefonia cel·lular, fixe i Internet van quedar afectats, així com diverses xarxes telefòniques locals 9-1-1 i no urgents de la regió, així com el Hotline de la comunitat COVID-19 de Nashville i alguns sistemes hospitalaris. T-Mobile va destacar igualment interrupcions en el seu servei.
El Memphis Air Route Traffic Control Center va tenir igualment problemes de comunicació, portant la Administració Federal d'Aviació (FAA) a fer aterrar vols des de l'aeroport internacional de Nashville durant aproximadament una hora.

## Investigació
Poc després de l'explosió, un esquadró anti-bombes, policia i investigadors federals van arribar-hi per tal de recollir proves. Els resultats preliminars de la investigació indicaven que es tractava d'un atemptat suïcida per part d'Anthony Quinn Warner que va quedar desintegrat per la potència de l'explosió. La seva identificació va ser gràcies a una anàlisi ADN i a la identificació del vehicle (anomenat V.I.N als Estats Units). Els motius de l'atac encara són desconeguts.

## Autor
Anthony Quinn Warner havia nascut el 17 de gener de 1957 a Tennessee (Estats Units), fill de Charles Bernard Warner, i de Betty Warner. El 29 de novembre de 1978 va ser detingut per la policia a Nashville per possessió d'estupefaents, sobretot de cànnabis, i declarat culpable el 8 de novembre de 1978. Professionalment, treballava en una empresa especialitzada en alarmes, com a instal·lador.
El 21 d'agost de 2019 la seva companya Pamela Perry informa la policia de Nashville que l'home està manipulant explosius a la seva autocaravana. La policia hi va però no investiga. La queixa de la dona és arxivada. El dossier passa a l'FBI, però no tenint cap passat criminal, queda en un no res.
El 25 de desembre de 2020 cap a les 6,30 del matí al nucli urbà de Nashville, una autocaravana esclata davant l'edifici de l'empresa de telecomunicacions AT&T. Abans de l'atac, una veu avisa per desallotjar degut a la presència d'un cotxe bomba. L'atac farà 3 ferits lleus i danyarà un nombre important d'edificis. El 27 de desembre de 2020, les autoritats confirmen la mort de l'assaltant i confirmen que el autocaravana l'hi pertanyia realment.
Segons les autoritats, Anthony Quinn Warner hauria realitzat l'atac davant l'empresa de telecomunicacions amb l'objectiu de mostrar la seva hostilitat pel desplegament de la tecnologia 5G, persuadit que contribuirà a l'espionatge dels ciutadans. Un responsable de l'FBI hauria confirmat aquesta pista a un mitjà de comunicació estatunidenc.

## Reaccions
El governador de Tennessee, Bill Lee, va declarar en un comunicat que l'Estat proporcionaria els recursos necessaris per determinar què havia passat i qui era el responsable. L'alcalde de Nashville, John Cooper, va declarar que havia fet una volta pels danys, estimant que aproximadament 20 edificis havien estat tocats.
«Es diria que una bomba ha esclatat », va dir. Va declarar que era massa d'hora per treure'n conclusions. El nucli urbà serà « acordonat » per a una investigació més aprofundida i per assegurar-se que tot és « completament segur », segons Cooper.

## Teories conspiratives
El 29 de desembre de 2020, l'agència de premsa Reuters va desmentir que la causa de l'atemptat pogués ser un estudi pericial encomanat per la justícia americana a AT&T per a màquines a votar Dominion Voting Systems arran de la controvèrsia de les eleccions presidencials de 2020 i que l'autèntica causa de l'explosió podria ser un míssil. La presència d'una Room 641A en l'immoble d'AT&T va ser igualment desmentida.